# Culicoides austropalpalis
Culicoides austropalpalis är en tvåvingeart som beskrevs av Lee och Reye 1955. Culicoides austropalpalis ingår i släktet Culicoides och familjen svidknott. Inga underarter finns listade i Catalogue of Life.